# Partito della Pace e della Prosperità del Bhutan
Il Partito della Pace e della Prosperità del Bhutan (in dzongkha འབྲུག་ཕུན་སུམ་ཚོགས་པ, Druk Phuensum Tshogpa) è un partito politico bhutanese.
È stato fondato il 25 luglio 2007 dalla fusione del Partito di tutti i popoli e del Partito unito del popolo del Bhutan, che furono entrambi di breve durata. Il 15 agosto 2007 Jigme Thinley, ex Ministro dell'Interno e Primo ministro, è stato eletto presidente del partito e ha presentato domanda di registrazione, il 2 ottobre 2007, la Commissione elettorale del Bhutan registrò la neonata formazione politica. 
Il 24 marzo 2008, il partito ha vinto le prime elezioni tenutesi in Bhutan, assicurandosi 45 dei 47 seggi all'Assemblea nazionale, Thinley venne nominato Primo ministro per la terza volta.
Nelle due successive elezioni, nel 2013 e 2018, il DPT arrivò secondo, non riuscendo a conquistare la maggioranza parlamentare.
Alle elezioni del 2023 si arresta al primo turno, non avendo ottenuto abbastanza voti per accedere al ballottaggio.

## Risultati elettorali
| Elezioni | I turno | I turno | II turno | II turno | Seggi   | (+/-) |
| Elezioni | Voti    | %       | Voti     | %        | Seggi   | (+/-) |
| -------- | ------- | ------- | -------- | -------- | ------- | ----- |
| 2008     | 169.490 | 67,04%  | -        | -        | 45 / 47 | 45    |
| 2013     | 93.949  | 44,52%  | 114.093  | 45,12%   | 15 / 47 | 30    |
| 2018     | 90.020  | 30,92%  | 141.205  | 45,05%   | 17 / 47 | 2     |
| 2023–24  | 46.694  | 14,91%  | -        | -        | 0 / 47  | 17    |